# Língua de sinais venezuelana
A Língua de Sinais Venezuelana (em Portugal: Língua Gestual Venezuelana) é a língua de sinais (pt: língua gestual) usada pela comunidade surda da Venezuela. Em 2010, os surdos deste país tiveram o seu próprio dicionário de língua de sinais, na sua língua.